# Eugène Scribe

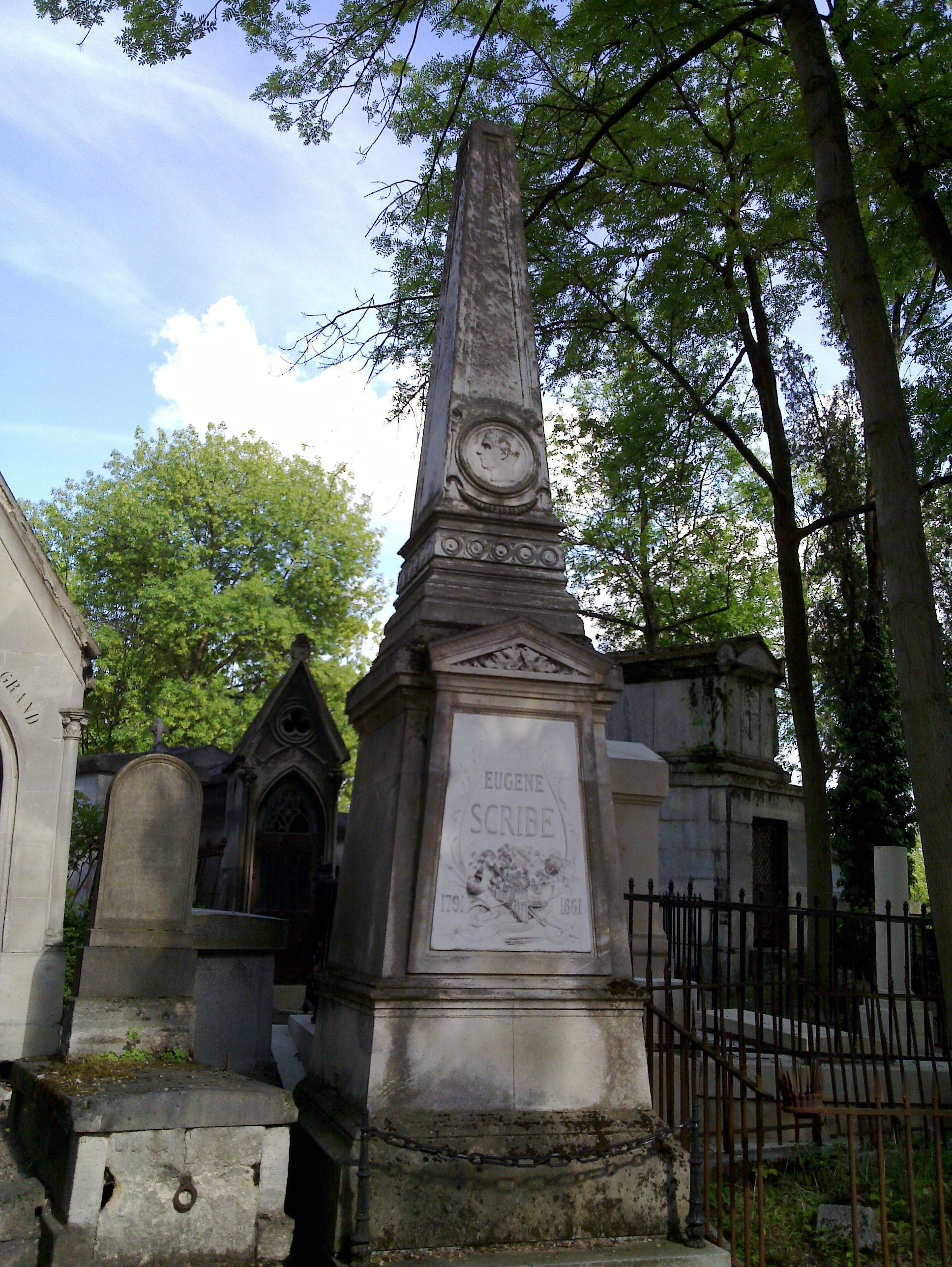
Sírja párizsi Père-Lachaise temetőben

Augustin Eugène Scribe [ejtsd: szkríb] (Párizs, 1791. december 24. – Párizs, 1861. február 20.) francia színműíró, a moralizáló polgári színház előkészítője.

## Élete
Scribe még iskolás gyermek volt, amikor édesapját elvesztette, családja pedig hamar nehéz anyagi körülmények közé jutott. Jó tanulmányi eredményeinek köszönhette, hogy tanítóinak közbenjárására magas ösztöndíjban részesítették. Előbb jogot tanult, vizsgái is kiválóan sikerültek, azonban húszévesen már a színműirásra adta magát.
Első darabja: Les dervis, megbukott, következő darabja sem sikerült, de Delestre-Poirsonnal együtt írt „A nemzeti gárda egy éjszakája” (Une nuit de la garde nationale, 1816) című színműve diadalt aratott. Flore et Zéphire, Le comte Ory (1816), Le nouveau Pourceaugnac, Le solliciteurs (1817), továbbá kis énekes vígjátékai (comédies-vaudevilles), melyeket a Vaudeville- és a Variétés-színház számára írt, szintén tetszést arattak. A Gymnase-színház megnyíltakor (1820) Scribe új működési tért nyert. Delestre-Poirson, aki a színház vállalkozója volt, hosszú időre szóló szerződés által biztosította magának Scribe műveit. A Gymnase-színháznak mintegy 150 darabot írt, amelyek Répertoire du Théâtre de Madame cím alatt külön is megjelentek. Hogy ilyen nagy igényeket kielégíthessen, Scribe valóságos műhelyt rendezett be, ahol egy csomó állandó és rendkívüli munkatárs dolgozott, akik közül egyik az alapeszmét, a másik a kidolgozás tervét, az egyik a párbeszédet, a másik a kuplékat adta. Élükön Germain Delavigne, Scribe egykori iskolatársa és Mélesville állottak. Ezekhez csatlakoztak Henri Dupin, Nicolas Brazier, Antoine-François Varner, Ernest Legouvé, Jean-François Bayard, Pierre Carmouche, Xavier Boniface Saintine stb. Scribe, aki nagyon könnyen dolgozott, mindennek a vezetője volt, felvázolta a darab tervét, majd kidolgozta. Ezt a virágzó üzletet az 1830-as forradalom zavarta meg. Némely kisebb társadalmi vígjátékkal (Valérie, 1822 és Le mariage d'argent, 1827) Scribe már néhány évvel korábban a Théâtre Français-ben is fellépett. Most ennek a színpadán a politikai-szatirikus vígjátékkal tett kísérletet és Bertrand et Raton ou l'art de conspirer (1833) és La camaraderie című darabjaiban az új kormányt csipkedte. Majd leghíresebb vígjátékai, erkölcsi komédiái és történelmi cselszövényes darabjai következtek: Une chaîne (Lánc, ford. Nagy Ignác és Vajda Péter); Le verre d'eau (1842, Egy pohár viz, ford. Nagy Ignác); Le Puff ou mensonge et vérité (1848); Adrienne Lecouvreur (1849); Les contes de la reine de Navarre (1851); Rêves d'amour (1859) stb.
Scribe mint librettista is nagy sikert ért el. Különböző munkatársaival harminc éven át látta el a párizsi operaszínházakat. Több mint 50 operához, mint például: La neige (1823); La Dame blanche (1825, A fejér asszony, magyarra ford. Pályi Elek, Kassa, 1830); La Muette (1828, A portici néma); Fra Diavolo (1830); Robert le Diable (1831, Ördög Róbert); La Juive (1835, A zsidónő); Les Huguenots (1836, A hugenották ford. Nádaskay Lajos, Pest, 1852); Le domino noir (1841, A fekete dominó ford. Egressy Béni és Szerdahelyi, Pest, 1856); Le prophète (1849, ford. Egressy Béni és Szerdahelyi, Pest, 1856); L'étoile du Nord (1854, Éjszak csillaga, ford. Havi Mihály), ő írt szöveget. Vannak novellái és regényei is: Carlo Broschi (ford. Balázs Józsa); Le roi de Carreau (ford. Latkóczky M.); Piquillo Alliaga; Le filleul d'Amadis; Fleurette la bouquetière (1860) stb. 1834-ben tagja lett a francia akadémiának is. Összes művei: Œuvres complètes, Párizs (1874-85) 76 kötetre rúgnak. Scribe darabjai közül az említetteken kívül még több műve is megjelent magyarul és közülük sok Magyarországon is előadásra került.
Egy pohár víz című munkája a világ egyik legtöbbet játszott színműve.
Scribe úgy vélte, hogy az emberek nem azért látogatják a színházat, hogy megjavulásuk érdekében utat mutassanak számukra, hanem szórakozás és kikapcsolódás céljából. Azonban sem az igazság nem szórakoztat, sem pedig azok az események, amik az ember szeme előtt játszódnak le az életben. Az jelenti számunkra a gyönyörűséget, amit az életben nem valósíthatunk meg.
Az ún. spárga (la ficelle) technika is Scribe-nek tulajdonítható, melynek lényege, hogy a cselekmény szálait állandóan sodorta. Az előkészítés – kis feszültség, nagyjelenet – nagy feszültség elvét alkalmazta, pontosan kiszámítva. Az utolsó jelenetre meglepetéssel készült, melyet nagy gonddal készített elő, a függöny legördülése előtt pedig poénnal zárt. Scribe-et a "jól megírt színjátékok" (piéce bien faite) atyamesterének tartják. Leleményeit felhasználta többek között August Strindberg, Noël Coward, Victorien Sardou, Bernard Shaw, Németh László és Hubay Miklós.

## Magyarul

### 1861-ig
- Daniel Auber: A' hó. Mulattató dall-játék opera; szöveg Delavigne, Eugène Scribe, ford. Pály Elek; Werfer Ny., Kassa, 1830
- François-Adrien Boieldieu: A' fejér asszony. Mulattató dall-játék. Opera; szöveg Eugéne Scribe, ford. Pály Elek; Werfer Ny., Kassa, 1830
- Auber: A' kőműves és lakatos; szöveg Eugéne Scribe, ford. Szerdahelyi József; Werfer Ny., Kassa, 1831
- A' méregkeverő. Színjáték; magyarra tette Pály Elek; Grünn Ny., Szeged, 1836
- Egy pohár víz. Vígjáték; ford. Nagy Ignác; Egyetemi Ny., Buda, 1841 (Színműtár)
- Auber: Az ördög része. Víg opera; szöveg Eugéne Scribe; ford. Egressy Béni; Trattner-Károlyi Ny., Pest, 1846
- Meyerbeer: Próféta. Nagy opera; szöveg Eugéne Scribe, ford. Egressy Béni, Szerdahelyi József; Lukács Ny., Pest, 1850
- Hugonotok. Nagy opera öt felvonásban; ford. Nádaskai Lajos; zene Meyerbeer; Lukács Ny., Pest, 1852
- Jenő Scribe: Carlo Broschi; ford. Balázs Józsa; Lukács Ny., Pest, 1852 (Szépirodalmi könyvtár)
- Éjszak csillaga. Nagy opera 3 felvonásban; zene Meyerbeer, szöveg Eugéne Scribe, ford. Havi Mihály; Emich Ny., Pest, 1856

### 1862–1899
- Eugène Scribe–Mélesville [Anne-Honoré Joseph Duveyrier]: Titkár és szakács. Bohózat; ford. Gyapai; Városi Ny., Debrecen, 1863
- Giacomo Meyerbeer: Az afrikai nő. Opera; szövegét írta Scribe Jenő; ford. Bőhm Gusztáv, Ormai Ferenc; Emich Ny., Pest, 1866
- A névtelen szerető. Beszély; ford. Szalai Miklós; Forster Ny., Sárospatak, 1867
- Auber: A fekete dominó. Víg opera; szöveg Scribe, ford. Lengyel Dániel; Bucsánszky Ny., Pest, 1868
- Gaetano Donizetti: A kegyencznő. Dalmű; szöveg Scribe Eugéne, Royer Alphonse, Vaez Gustave; Poldini Ny., Pest, 1869
- Meyerbeer: Ördög Róbert. Dalmű; Eugéne Scribe, Casimir Delavigne után, ford. Asztalos Károly; Pfeifer, Pest, 1872 (A Nemzeti Színház könyvtára)
- A csodálatos orvosság. Regény; ford. Évva Lajos; Pesti hölgydivatlap, Pest, 1872
- Carlo Broschi. Regény; ford. Évva Lajos; Pesti hölgydivatlap, Pest, 1872
- Auber: A korona gyémántjai. Víg dalmű; szöveg Eugéne Scribe, Jules-Henri Vernoy de Saint-George; ford. Ábrányi Kornél; Pfeifer, Bp., 1880 (A Nemzeti Színház könyvtára)
- Carreau-király /A két útlevél. Humoros novellák; ford. Latkóczy Mihály; Buzárovits Ny., Esztergom, 1884 (Mulattató zsebkönyvtár)
- Auber: A portici-i néma. Dalmű; szöveg Eugéne Scribe, ford. Szilágyi Pál; Pfeifer, Bp., 1886 (Magyar Királyi Operaház könyvtára)
- Haévy: Zsidó nő. Opera; szövegét Eugéne Scribe, ford. Jakab István; Pfeifer, Bp., 1886 (Magyar Királyi Operaház könyvtára)
- Eugéne Scribe–Vander Burch: Clermont vagy A művész neje. Színmű; ford. Csiky Gergely; Franklin, Bp., 1887 (Olcsó könyvtár)
- Auber: Udvari hangverseny. Víg dalmű; szöveg Eugéne Scribe, ford. Ábrányi Kornél; Pfeifer, Bp., 1888 (Magyar Királyi Operaház könyvtára)
- Ki a hibás? Vígjáték; Eugéne Scribe után; Pfeifer, Bp., 1889 (Műkedvelők színpadja)
- Az én jó csillagom. Vígjáték; ford. ifj. Szász Béla; Franklin, Bp., 1892 (Olcsó könyvtár)
- Kerner István: Az ércember. Fantasztikus balett; Scribe Le Cheval de Bronze operaszövege után, koreagrafikus rész Smeraldi César; Müller Ny., Bp., 1896
- Eugène Scribe–Ernest Legouvé: Lecouvreur Adrianne. Dráma; ford. Csepreghi Lajos; Vass, Bp., 1898 (Fővárosi színházak műsora)

### 1900–
- Meyerbeer: A hugonották. Nagy opera 5 felvonásban; szöveg Eugéne Eugéne, ford. Nádaskay Lajos, szöveg, zene népszerű alakban, Meyerbeer rövid életrajza Vaszilievits Emil; Nádor, Bp., 1909 (Vaszilievits Emil népszerű operai útmutatója)
- J. F. Halévy: Zsidónő. Nagy opera 5 felvonásban; szöveg Eugéne Eugéne, ford. Jakab István, szöveg, zene népszerű alakban, Halévy rövid életrajza Vaszilievits Emil; Nádor, Bp., 1909 (Vaszilievits Emil népszerű operai útmutatója)
- Auber: Fra Diavolo vagy A terracinai vendégfogadó. Vígopera; szöveg Eugène Scribe, ford. Váradi Antal; Operaház, Bp., 1909
- A két levél. Vígjáték; Világvárosi Regények, Bp., 1934 (A műkedvelő)
- Gioacchino Rossini: Ory grófja; szöveg Eugène Scribe, Charles Gaspard Delestre-Poirson, ford. Romhányi József; Zeneműkiadó, Bp., 1961 (Operaszövegkönyvek)